# Włochy (Domaszowice)
Włochy (deutsch: Wallendorf) ist ein Ort Landgemeinde Domaszowice im Powiat Namysłowski der Woiwodschaft Oppeln in Polen.

## Geographie
Das Waldhufendorf Włochy liegt vier Kilometer nordöstlich von Domaszowice (Noldau), 16 Kilometer südöstlich von Namysłów (Namslau) und 58 Kilometer nördlich von Opole (Oppeln) in der Nizina Śląska (Schlesische Tiefebene) am Wallendorfer Wasser polnisch Włoch.
Nachbarorte von Włochy sind im Norden Polkowskie (Polkowitz) und im Süden Dziedzice (Dziedzitz).

## Geschichte

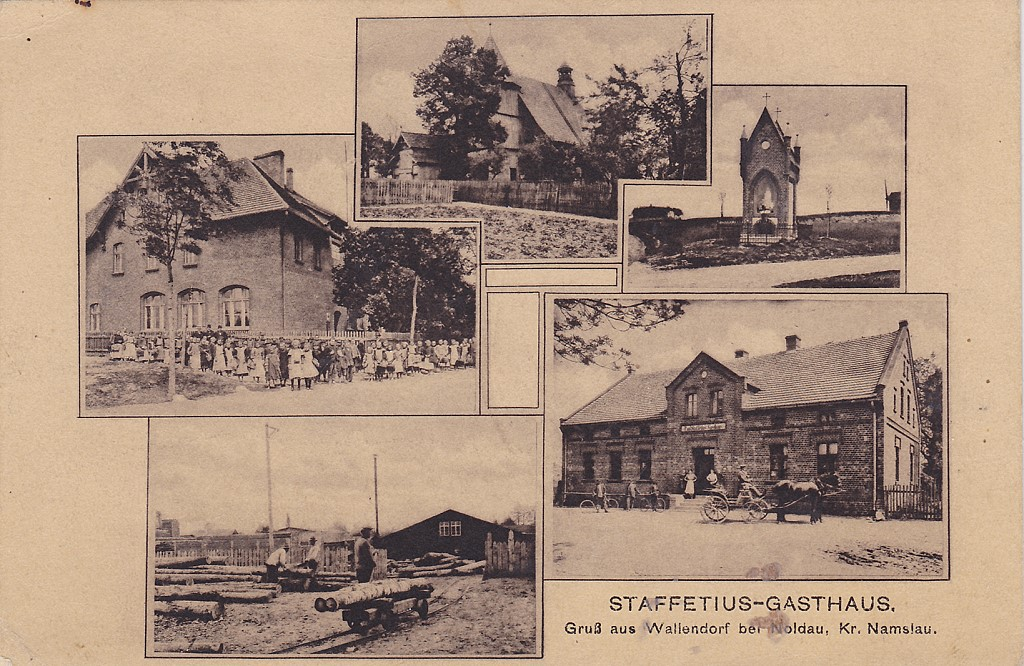
Wallendorf um 1919

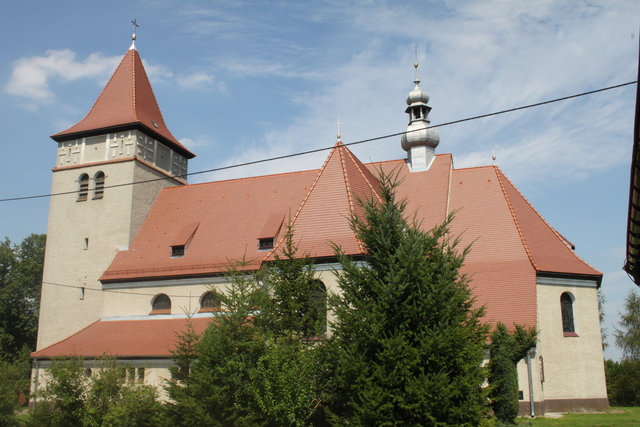
Mariä-Himmelfahrt-Kirche

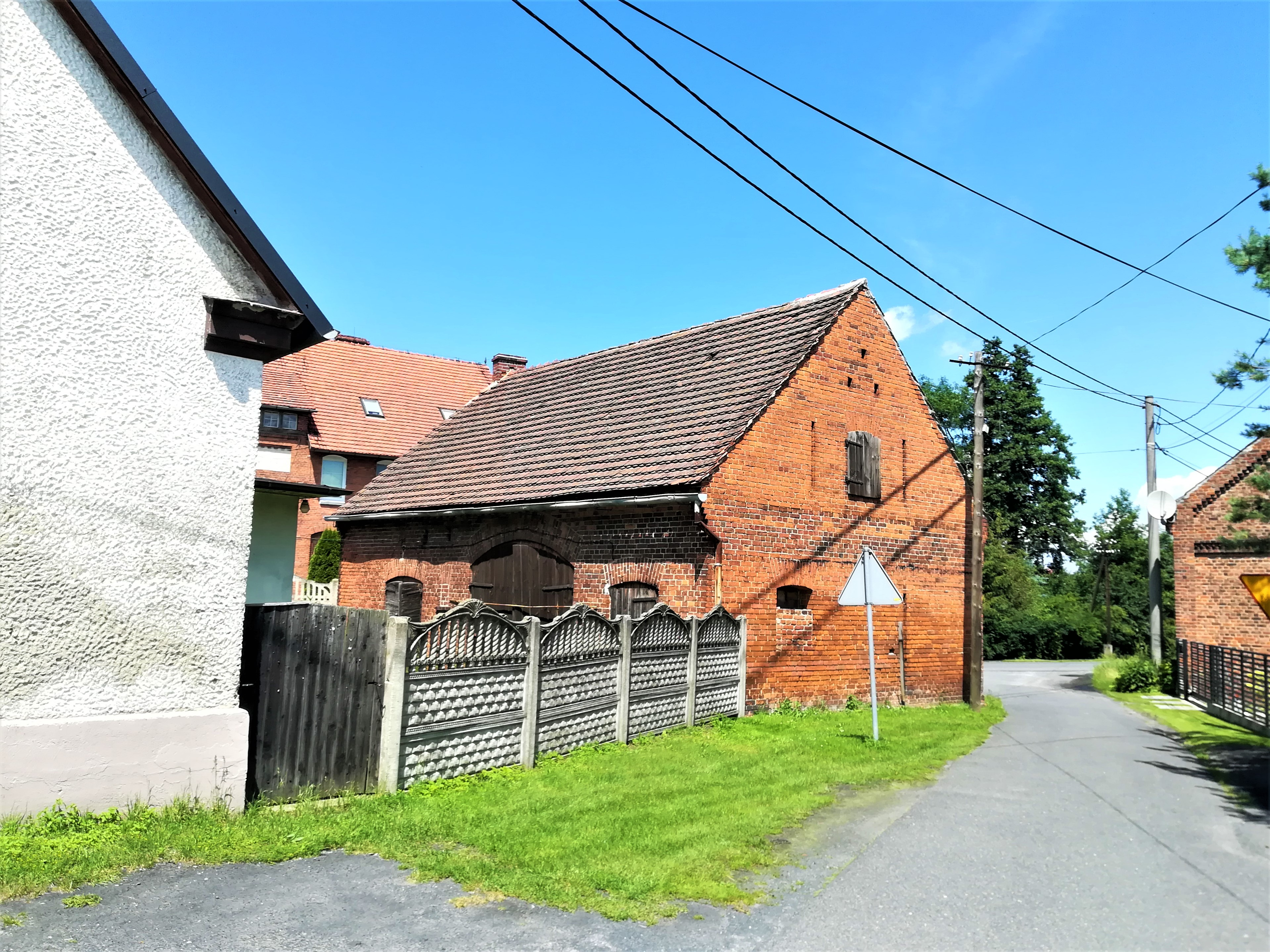
Ortsbild

„Prevacovici“ wurde erstmals 1245 erwähnt. Im Bistum Breslau|Breslauer Zehntregister Liber fundationis episcopatus Vratislaviensis aus den Jahren 1295–1305 ist est als Prziakowitz Gallicorum belegt. 1271 kommen die Schreibweisen Prevacovich Gallicorum und Prevacovich Polonorum erwähnt, was auf Ansiedlung romanischsprachiger Siedler hindeutet. Auch der spätere deutsche Ortsname Wallendorf weist darauf hin. 1353 wurde der Ort als Walendorff und 1373 als Walindorf erwähnt.
1676 wurde eine hölzerne Kirche geweiht. Nach dem Ersten Schlesischen Krieg 1742 fiel Wallendorf mit dem größten Teil Schlesiens an Preußen.
Nach der Neuorganisation der Provinz Schlesien gehörte die Landgemeinde Wallendorf ab 1816 zum Kreis Namslau, mit dem es bis 1945 verbunden blieb. 1845 bestanden im Dorf eine Freischoltisei, ein Vorwerk, eine katholische Pfarrkirche, eine katholische Schule, eine Windmühle, eine Ziegelei, eine Waldwärterei und 55 Häuser. Im gleichen Jahr lebten in Wallendorf 448 Einwohner, davon 33 evangelisch und 12 jüdisch. 1874 wurde der Amtsbezirk Wallendorf gebildet, der die Landgemeinden Bachowitz, Dziedzitz, Erdmannsdorf, Noldau, Sophienthal und Wallendorf und die Gutsbezirke Bachowitz, Noldau, Wallendorf und Wallendorf-Forst umfasste. Erster Amtsvorsteher war der königliche Amtsrat von Briesen.
Bei der Volksabstimmung in Oberschlesien am 20. März 1921, bei welcher auch ein kleiner Teil Niederschlesiens miteingeschlossen wurde, stimmten in Wallendorf 510 Wahlberechtigte für einen Verbleib bei Deutschland und 52 für Polen. Wallendorf verblieb beim Deutschen Reich. 1927 brannte die katholische Schrotholzkirche ab. 1928–1929 entstand ein neuer steinerner Bau im neobarocken Stil. 1933 zählte Wallendorf 679 Einwohner, 1939 waren es 639.
Als Folge des Zweiten Weltkrieges fiel Wallendorf zusammen mit dem größten Teil Schlesiens 1945 an Polen. Nachfolgend wurde es Włochy umbenannt und der Woiwodschaft Schlesien angeschlossen. 1950 wurde es der Woiwodschaft Opole zugeteilt. Seit 1999 gehört es zum Powiat Namysłowski.

## Sehenswürdigkeiten
- Die römisch-katholische Kirche Mariä Himmelfahrt (Kościół Wniebowzięcia NMP) wurde 1928–1929 im neubarocken Stil an der Stelle einer em hl. Nikolaus geweihten Schrotholzkirche aus dem Jahr 1676 errichtet.[2]
- Gutshaus Wallendorf
- Hölzernes Wegekreuz

## Vereine
- Freiwillige Feuerwehr OSP Włochy